# Jesús Alberto Rubio
Jesús Alberto Rubio Arribas (Tomelloso, 25 januari 1992) is een Spaans wielrenner die anno 2018 rijdt voor Inteja Dominican Cycling Team.

## Carrière
In 2010 werd Rubio achter Héctor Sáez tweede op het nationaal wegkampioenschap bij de junioren.
In 2016 nam hij met zijn team deel aan de Ronde van Dubai. Hier werd Rubio twaalfde in het eindklassement en achter Soufiane Haddi tweede in het jongerenklassement. Later dat jaar wist hij met de Circuit d'Alger zijn eerste UCI-koers te winnen. Later die maand won hij ook de tweede etappe in de Ronde van Constantine.

## Overwinningen
2016
Circuit d'Alger
2e etappe Ronde van Constantine

## Ploegen
- 2012 –  Andalucía (stagiair vanaf 1-8)
- 2014 –  Caja Rural-Seguros RGA (stagiair vanaf 1-8)
- 2016 –  Nasr Dubai
- 2017 –  Inteja Dominican Cycling Team (vanaf 12-4)
- 2018 –  Inteja Dominican Cycling Team

Aguirre · Cueto · Elorza · Guzmán · Mancebo · Marte · Milán · Núñez · Rubio · Sarabia · Torres